# An Thắng, Pác Nặm
An Thắng là một xã thuộc huyện Pác Nặm, tỉnh Bắc Kạn, Việt Nam.

## Địa lý
Xã An Thạnh có vị trí địa lý:
- Phía đông và bắc giáp tỉnh Cao Bằng
- Phía nam giáp huyện Ba Bể và xã Nghiên Loan
- Phía tây giáp xã Xuân La.

Xã An Thắng có diện tích 32,57 km², dân số năm 2019 là 1.372 người, mật độ dân số đạt 42 người/km².
Sông Năng tạo thành ranh giới tự nhiên phía đông của xã với tỉnh Cao Bằng.

## Hành chính
Xã An Thắng được chia thành các xóm bản: Nà Mòn, Nà Mu. Tân Hợi, Tiến Bộ, Khuổi Làng, Phiêng Pẻn, Khuổi Xỏm.